# Нетарсудил
Нетарсудил — лекарственный препарат для лечения глаукомы и глазной гипертензии. Одобрен для применения: США (2017).

## Механизм действия
Ингибитор Rho-киназы.

## Показания
Открытоугольная глаукома или глазная гипертензия.

## Противопоказания
Противопоказаний нет.

## Способ применения
Глазные капли. 1 капля — 1 раз в день в вечернее время.